# Briga Alta
Briga Alta (en français Brigue) est une commune italienne de la province de Coni dans le Piémont. C’est la partie de la commune de La Brigue qui est restée italienne après la Seconde Guerre mondiale.

## Particularités linguistiques
Les habitants de Briga Alta parlent le brigasque, comme dans la commune française de La Brigue.

## Administration
| Période                                  | Période         | Identité        | Étiquette    | Qualité |
| ---------------------------------------- | --------------- | --------------- | ------------ | ------- |
| 14 mai 2006                              | 30 mai 2006     | Mario Zintilini | Lista Civica | Maire   |
| 31 mai 2006                              | 18 octobre 2008 | Guido Lanteri   | Lista Civica | Maire   |
| 8 juin 2009                              | 26 mai 2014     | Mario Zintilini | Lista Civica | Maire   |
| 26 mai 2014                              | En cours        | Ivo Alberti     | Lista Civica | Maire   |
| Les données manquantes sont à compléter. |                 |                 |              |         |

### Hameaux
Piaggia (où se trouve la mairie), Upega, Carnino

### Communes limitrophes
Chiusa di Pesio, Cosio di Arroscia, Limone Piemonte, Mendatica, Ormea, Roccaforte Mondovì, Triora